# Stellenbosch (gmina)
Stellenbosch – gmina w Republice Południowej Afryki, w Prowincji Przylądkowej Zachodniej, w dystrykcie Cape Winelands. Siedzibą administracyjną gminy jest Stellenbosch.

## Współpraca
Miejscowość partnerska:
- Leuven, Belgia